# Kelvin Kiptum
Kelvin Kiptum Cheruiyot (Chepsamo, Elgeyo-Marakwet, 2 de diciembre de 1999-Kaptagat, Uasin Gishu, 11 de febrero de 2024) fue un deportista keniano que compitió en atletismo, especialista en la maratón.A partir de 2024 , posee tres de los siete maratones más rápidos de la historia, y estaba clasificado primero entre los corredores de maratón masculinos del mundo en el momento de su muerte.
En 2023 obtuvo dos victorias en los Grandes Maratones: Londres y Chicago. Además, ganó la Maratón de Valencia en 2022.
En la Maratón de Chicago de 2023 batió el récord mundial de esta prueba con un tiempo de 2:00:35, rebajando en 34 s la marca que poseía su compatriota Eliud Kipchoge.
Murió a la edad de 24 años, en un accidente de tránsito acontecido a las afueras de la localidad de Kaptagat, al perder el control del automóvil que él conducía.

## Biografía
Kelvin Kiptum nació el 2 de diciembre de 1999. Creció en la aldea de Chepsamo, distrito de Marakwet, Chepkorio, un área de gran altitud (~2.600 m) en el condado de Elgeyo-Marakwet del Valle del Rift de Kenia. Cuando era niño, pastoreaba el ganado de su familia y comenzó a seguir a otros corredores descalzos por los senderos del bosque. Kiptum comenzó a entrenar alrededor de 2013, cuando tenía 13 años.

## Trayectoria
En 2013, Kiptum terminó décimo en su primer medio maratón, el Family Bank Eldoret Half Marathon en Kenia. En 2014, terminó 12º; en 2018, terminó primero, autoentrenado en ese momento. En marzo de 2019, Kiptum participó en su primera carrera internacional, el Medio Maratón de Lisboa, terminando quinto con un nuevo récord personal (59:54). Participó en otras seis carreras ese año, recorriendo el norte y oeste de Europa,  y ganó el Medio Maratón de Kass en Kenia en noviembre.  En 2020, Kiptum comenzó a trabajar con el poseedor del récord ruandés de 3000 metros obstáculos Gervais Hakizimana como entrenador, aunque supuestamente Kiptum había entrenado periódicamente junto con otros jóvenes con él desde 2013.  Desde aproximadamente 2020, ya se estaba preparando para el maratón. En diciembre de ese año, el entonces joven de 21 años estableció una importante mejor marca personal en el Medio Maratón de Valencia de España con 58:42, quedando sexto. En 2021, corrió 59:35 y 59:02 medias maratones en Lens, Pas-de-Calais (quedándose primero) y Valencia nuevamente (quedándose octavo), respectivamente.
En diciembre, Kiptum, de 23 años, dio la sorpresa al debutar en la clásica distancia de 42,195 km en el Maratón de Valencia. Corriendo con un split negativo, se llevó la victoria con el cuarto tiempo más rápido de la historia de 2:01:53, convirtiéndose en el tercer hombre en la historia en romper las dos horas y dos minutos. Solo su compatriota y entonces poseedor del récord mundial Eliud Kipchoge y el etíope Kenenisa Bekele habían corrido más rápido hasta ese momento. Kiptum marcó la segunda mitad más rápida en la historia del maratón con un tiempo de 60:15 (incluyendo 14:00 de 30 a 35 km y 28:05 entre 30 y 40 km). Su tiempo ganador fue, con diferencia, el debut en maratón más rápido de la historia, rompiendo el récord del recorrido por más de un minuto. También superó al subcampeón por más de un minuto y al campeón mundial de maratón de 2022 Tamirat Tola, el favorito antes de la carrera, entre otros.
En abril de 2023, Kiptum estableció el récord del recorrido en el Maratón de Londres (2:01:25), solo 16 segundos más lento que el récord mundial en ese momento y 72 segundos más rápido que el récord del recorrido de Kipchoge (2:02:37).
Su siguiente carrera, que fue su tercer maratón y segundo World Marathon Major, fue el Maratón de Chicago el 8 de octubre de 2023, cuando todavía tenía 23 años. Kiptum estableció un nuevo récord mundial con un tiempo de dos horas y 35 segundos, recortando 34 segundos del estándar de Kipchoge establecido en el Maratón de Berlín de 2022 y borrando el récord del recorrido por más de tres minutos. Kiptum volvió a hacer un parcial negativo, pero esta vez la primera mitad la cubrió en 60:48, casi un minuto más rápido que su actuación en Londres (aunque todavía 14 segundos por detrás del ritmo del récord mundial), y tuvo la resistencia para correr su segunda mitad en 59:47, solo dos segundos más lento que en Londres, donde marcó la mitad más rápida en un maratón. Al igual que en Valencia y Londres, el keniano hizo su movimiento característico aproximadamente cerca del punto de control de 30 km. Después del kilómetro 29, en un rápido tiempo de 2:35, marcó un récord de 13:35 entre los kilómetros 32 y 37 a un ritmo veloz de 2:43 min/km (22,09 km/h). Por lo tanto, Kiptum tuvo un ritmo promedio de 2:51 min/km durante toda la distancia (20,995 km/h). Corrió en cabeza después del punto de control del kilómetro 15, sin marcapasos después de la mitad del recorrido y solo a partir del kilómetro 30, superando al segundo clasificado, su compatriota Benson Kipruto, por casi tres minutos y medio.

## Muerte y reacciones
El 11 de febrero de 2024, Kiptum y su entrenador Gervais Hakizimana murieron a las 23:00 horas en un accidente de tránsito cerca de Kaptagat. La policía local afirmó que Kiptum perdió el control de su coche y se desvió de la carretera, antes de entrar en una zanja y chocar contra un árbol.  Cuatro hombres que lo habían visitado ese día por un contrato de zapatillas para correr fueron posteriormente detenidos para interrogarlos sobre la muerte de Kiptum. El presidente de World Athletics, Sebastian Coe, comentó: "En nombre de todo World Athletics, enviamos nuestras más profundas condolencias a sus familias, amigos, compañeros de equipo y a la nación keniana. Fue a principios de esta semana en Chicago, el lugar donde Kelvin estableció su extraordinario récord mundial de maratón, que pude ratificar oficialmente su histórico tiempo. Un atleta increíble que deja un legado increíble; lo extrañaremos mucho".
El ex poseedor del récord mundial de maratón Eliud Kipchoge dijo: "Estoy profundamente entristecido por el trágico fallecimiento del poseedor del récord mundial de maratón y estrella en ascenso Kelvin Kiptum. Un atleta que tenía toda una vida por delante para alcanzar una grandeza increíble. Ofrezco mis más profundas condolencias a su joven familia. Que Dios los consuele durante este momento difícil".  El presidente de Kenia, William Ruto, declaró: "Kelvin Kiptum era una estrella. Podría decirse que uno de los mejores deportistas del mundo que rompió barreras para asegurar un récord de maratón".  Más tarde ordenó que se construyera una casa para la familia de Kiptum, que se completaría dentro de un período de luto de 40 días.
Kiptum fue enterrado en su granja en Naiberi luego de una ceremonia fúnebre en Chepkorio el 23 de febrero de 2024 a la que también asistieron Sebastian Coe y el presidente keniano, William Ruto.

## Mejores marcas
- 10 000 m – 28:27,87 (Estocolmo 2021)
- 10 000 m en ruta – 28:17 (Utrecht 2019)
- Medio maratón – 58:42 (Valencia 2020)
- Maratón – 2:00:35 (Chicago 2023)